# Egvekinot
Egvekinot (rusky Эгвекинот) je osada městského typu a přístav v Rusku v Čukotském autonomním okruhu. Žije zde přibližně 3 500 obyvatel.

## Dějiny
Osada byla založena v roce 1946 jako překladiště nerostných surovin, dopravovaných sem po silnici ze zhruba 200 kilometrů vzdáleného Iultinu, z nákladních aut na lodě. Pro výstavbu osady bylo využito zejména práce vězňů.

## Hospodářství a doprava
Hospodářství osady bylo až do poloviny 90. let 20. století zaměřeno zejména na překládku nerostných surovin, vytěžených v nedalekém Iultinu, z nákladních automobilů na lodě a na překládku zásob a stavebního materiálu opačným směrem. Po ukončení těžby v dolech v Iultinu v roce 1995 překládka nerostných surovin zcela ustala a došlo k prudkému poklesu obyvatel (z 5478 v roce 1989 na 1925 v roce 2001). Přesto je Egvekinot dosud důležitým přístavem a výchozím bodem silnice Egvekinot-Iultin, jediné dálkové silnice na Čukotce. V současné době je Egvekinot centrem okresu a nacházejí se zde příslušné správní úřady.